# ベレッタM76
ベレッタM76（Beretta_M76）は、ベレッタM70シリーズの競技用ピストルとして開発され、.22ロングライフル弾使用でマガジンは10発入。後のベレッタM87と同様にフレームと一体化した大型のバレル・シュラウドを備え、光学照準器用のマウント・レールが装着されていた。
1971年から1985年まで生産され、M73、M74と同じフルサイズフレームを採用している。サイトは調整可能だが、M76のリアサイトはM74のようにバレル後部ではなくバレルシュラウドに取り付けられているため、照準半径が長くなり精度が向上している。
グリップ素材の違いによって、M76P(プラスチックグリップ)とM76W(木製グリップ)が販売されていた。

## 登場作品

### アニメ・漫画
『ブラック・ラグーン』
チャイニーズマフィア・三合会の幹部である張維新が使用。二丁拳銃の使い手。